# オー!ゴッド
『オー!ゴッド』(Oh, God!)は、1977年10月7日公開のアメリカ合衆国のコメディ映画。主人公ジェリー・ランダースをジョン・デンバーが演じている。1971年に発表されたエイヴリー・コーマンの同名小説を原作とする。
日本公開は1978年6月。

## スタッフ
- 監督:カール・ライナー
- 製作:ジェリー・ワイントローブ
- 原作:アヴェリー・コーマン
- 脚本:ラリー・ゲルバート（英語版）
- 撮影:ヴィクター・J・ケンパー
- 音楽:ジャック・エリオット

## キャスト
※括弧内は日本語吹替（TBS版／機内版）
- ジェリー・ランダース：ジョン・デンバー（富山敬／安原義人） - スーパーマーケットの副店長。妻子あり。善良で真面目な平凡な男であったが、何故か神のメッセンジャーに選ばれ、悪戦苦闘する。
- 神：ジョージ・バーンズ（永井一郎／ ） - 人間社会に警告を与えるために現れた神。見た目は眼鏡をかけた細身の老人。
- ボビー・ランダース：テリー・ガー（一城みゆ希／ ） - ジェリーの妻。
- ハーモン博士：ドナルド・プレザンス
- サム・レーベン：ラルフ・ベラミー
- ジョージ・ソマーズ：ウィリアム・ダニエルズ
- ジャッジ・ベイカー：バーナード・ヒューズ
- ウィリー・ウィリアムズ：ポール・ソルヴィノ - 商業主義の宗教者。
- ビショップ・レアドン：バリー・サリヴァン

※TBS版：初回放送1980年12月15日『月曜ロードショー』

## カメオ出演
- ダイナ・ショア

## ストーリー
スーパーマーケットの副店長であるジェリー・ランダースは、善良で真面目な男。妻のボビーと息子のアダム、娘のベッキーの4人家族で平凡ながらも幸せに毎日を送っていた。
ある日、ジェリーにホテルの2700号室に来るように書かれたダイレクトメールが届く。送り主の署名は神。いたずらだと捨てるが、寝室の枕元や、野菜売り場の野菜の中からも同じ手紙をジェリーは見つけてしまう。
ジェリーがホテルへ行ってみると、その部屋には誰もいない。帰ろうとすると、インターフォンからジェリーを呼び止める声がする。神と信じないジェリーに声の主は、このホテルに2700号室が存在しないこと告げる。エレベータで降りてボーイに聞くと、このホテルは17階までしかないとの返事。再び存在しないはずの2700号室に戻ったジェリーはそこで神との会話を始める。
神は人間社会のデタラメに警告を与えるため、ジェリーを神の使者に指名したことを告げた。
ジェリーは、神の実在を人々に知ってもらうため、さまざまな活動を始める。「神からの啓示」を受けたことを面白がって取り上げるマスコミ。反対に、ジェリーを否定し、貶めようとする聖職者達。
商業主義に走る聖職者に対し、ジェリーはインチキと言ったことから、ついには裁判沙汰になってしまう。
進退窮まったかと思われた裁判所に、神が姿を見せ、ささやかな奇跡を見せる。訴えそのものは却下された。しかし、裁判記録の録音テープからも速記記録からも神の発言内容は消えていたため、神の存在証明はできず、ジェリーの勝訴にもならなかった。
一連の騒動の結果、ジェリーはスーパーマーケットを解雇されることになる。道端の電話ボックスから呼び出し音が鳴り、その電話に出てみると隣の電話ボックスに神の姿が。
これからの指針を尋ねるジェリーに神は、ジョニー・アップルシードの例えを返し、最後にこう告げる。
「君たちにはすべてを与えている、後は、自分達で判断して生きなさい。決して絶望することはない」

## 受賞
- 1977年度第5回サターン賞において、以下の賞を受賞している。
  - ファンタジー映画賞
  - 主演男優賞ファンタジー部門 - ジョージ・バーンズ
  - 主演女優賞ファンタジー部門 - テリー・ガー
- 1978年全米脚本家組合賞受賞 - ラリー・ゲルバート
- 1977年第50回アカデミー脚色賞ノミネート

## 続編
- 『オー!ゴッド2/子供はこわい』 (Oh, God! Book II) (1980年)
  - 本作同様に、神（ジョージ・バーンズ）が使者を指名するが、今度は11歳の女の子トレーシー。トレーシーはスローガン「Think God」を考え出しキャンペーンを行う。しかし、両親を含め周囲はトレーシーの行動を問題視し、精神病院に入院させるべきかどうかの会議を行う。
- 『オー!ゴッド3/悪魔はこわい』 (Oh, God! You Devil) (1984年)
  - ジョージ・バーンズが二役で悪魔ハリー・O・トフェットを演じる。悪魔は売れないミュージシャンのビリー・シェルトン（テッド・ウォズ）と魂を代価に契約を行い、ビリーをロック界のスーパースターにしてしまう。悪魔の持つビリーの魂を取り戻すため、神は全人類の魂を賭けてポーカーで勝負する。

## リメイク
エレン・デジュネレスを神役として、リメイクされる企画が2004年頃に持ち上がったことがあるが、実現しなかった。